# Zinzing
Zinzing est un lieu-dit de la commune française d'Alsting, dans le département de la Moselle.

## Géographie

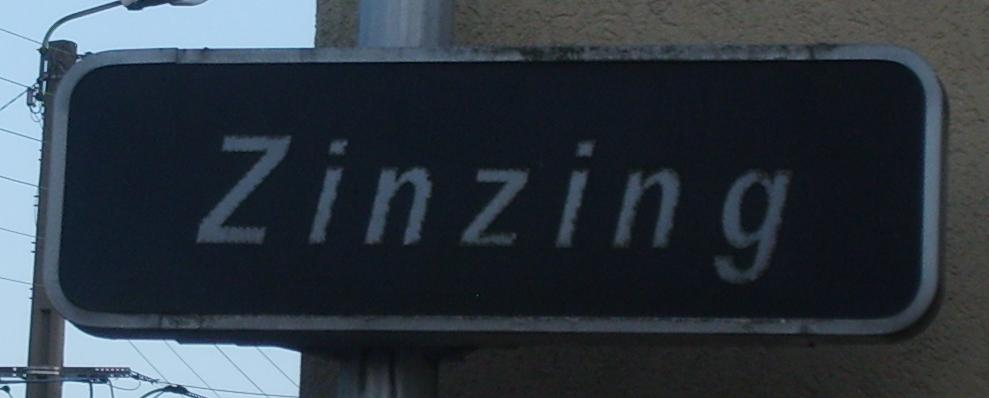
Panneau.

## Toponymie
Anciennes mentions : Zintsingen (1594), Zinzingen (1618), Zintzing (XVIIIe siècle).
En francique lorrain : Zinzinge.

## Histoire
Zinzing dépendait du comté de Forbach, tout en faisant partie de la communauté d'Alsting et de la paroisse de Hesseling. De 1751 à 1789, ce lieu-dit dépendait du bailliage de Sarreguemines sous la coutume de Lorraine.

## Démographie
Zinzing comptait 370 habitants vers 1845, puis 415 vers 1900.

## Lieux et monuments
- Croix Ste Margarita (Adelaïd's Kreutz) : à l'entrée de Zinzing
- Croix Hehn Elise : entre Zinzing et Grosbliederstroff